# Scotopteryx langi
Scotopteryx langi là một loài bướm đêm trong họ Geometridae.